# Pedró de Sant Jaume de la Torre d'Oristà
El Pedró de Sant Jaume de la Torre d'Oristà és una obra d'Oristà (Lluçanès) inclosa a l'Inventari del Patrimoni Arquitectònic de Catalunya.

## Descripció
Padró format per una pilastra de pedra amb un rifici central en forma d'arc que dona lloc a una cavitat també arcada.
Dins d'aquesta hi ha pintada a la part central, una imatge de Sant Jaume amb l'espasa a la mà i un soldat romà a terra. A la paret de la dreta hi ha el Sant Pel·legrí i, a l'esquerra, Sant Josep amb el Nen.
El padró està coronat per una pedra monolítica piramidal que li fa de teulada. Remata el conjunt una petita creu de ferro.

## Història
Aquest padró va ser construït per la família Muntaner de La Torre d'Oristà, per a donar testimoni del seu agraïment al fet que el seu fill Jaume no va haver d'anar a la guerra. El padró va ser construït entre el 1887 i el 1890 segons explica un membre d'aquesta família.